# Adelia (opera)

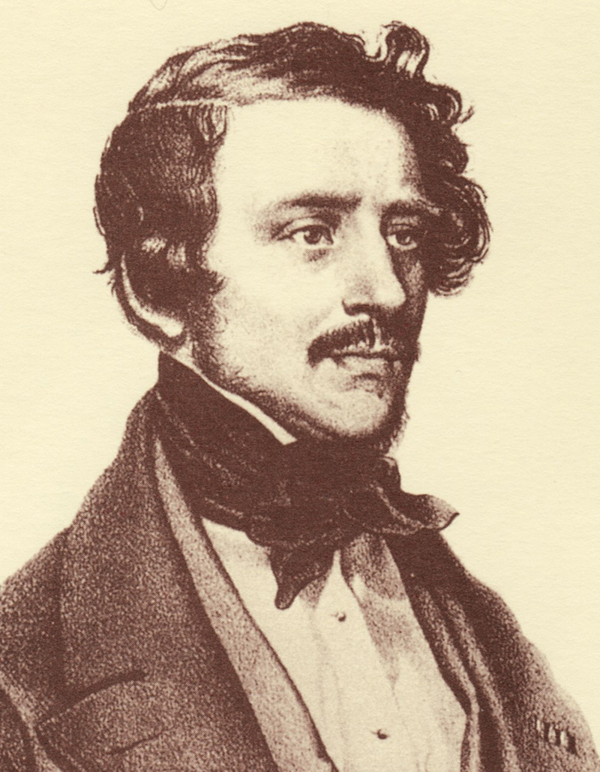
Gaetano Donizetti.

Adelia är en italiensk opera i tre akter med musik av Gaetano Donizetti och libretto av Felice Romani (akt I och II) och Girolamo Marini (akt III). 

## Historia
Donizetti återanvände musik från Gabriella di Vergy i akt III men komponerade även helt ny och originell, såsom Arnoldos känsliga cabaletta i akt I, vilken förebådar Verdis musikspråk, samt några kraftfulla körpartier. Operan visar Donizettis förmåga att fritt röra sig bland olika sinnesstämningar av dramatiska och musikaliska uttryck. Adelia hade premiär den 11 februari 1841 på Teatro Apollo i Rom och åtnjöt en viss framgång i Neapel, men förblev ospelad i norra Italien och har sällan uppförts.

## Personer
- Carlo, hertig av Burgund (baryton)
- Oliviero, greve av Fienna (tenor)
- Arnoldo, ledare för de franska bågskyttarna i hertigens tjänst (bas)
- Adelia, hans dotter (sopran)[1]
- Comino, hertigens hovmarskalk (tenor)
- Odetta, Adelias väninna (mezzosopran)
- Olivieros tjänare (bas)

## Handling
Greve Oliviero har brutit sig in bågskytten Arnoldos hem och våldfört sig på hans dotter Adelia. Lagen förbjuder relationer mellan adelsmän och ofrälse och straffet för överträdelser innebär döden. Arnoldo berättar om händelsen för hertig Carol, men efter att ha insett att Oliviero och Adelia älskar varandra ber han om hertigens tillstånd för dem att få gifta sig. Carlo går med på detta men planerar i lönndom att låta mörda greven under vigseln. Adelia hör planen och skjuter upp bröllopet. Slutligen ger hertigen med sig och adlar Arnoldo vilket innebär att paret nu kan gifta sig.